# Santa Cruz do Capibaribe (ort)
Santa Cruz do Capibaribe är en ort i Brasilien.   Den ligger i kommunen Santa Cruz do Capibaribe och delstaten Pernambuco, i den östra delen av landet, 1 500 km nordost om huvudstaden Brasília. Santa Cruz do Capibaribe ligger 445 meter över havet och antalet invånare är 76 450.
Terrängen runt Santa Cruz do Capibaribe är huvudsakligen platt, men söderut är den kuperad. Santa Cruz do Capibaribe är det största samhället i trakten.
Omgivningarna runt Santa Cruz do Capibaribe är huvudsakligen savann. Runt Santa Cruz do Capibaribe är det ganska glesbefolkat, med 32 invånare per kvadratkilometer.